# HD223452
HD223452 — хімічно пекулярна зоря спектрального класу F2, що має видиму зоряну величину в смузі V приблизно  7,0.
Вона  розташована на відстані близько 476,1 світлових років від Сонця.